# St. Johnstone Football Club
St. Johnstone Football Club é uma equipe escocesa de futebol com sede em Perth (Escócia), Disputa a primeira divisão da Escócia (Scottish Premiership).
Seus jogos são mandados no McDiarmid Park, que tem capacidade para 10.696 espectadores.

## História
O St. Johnstone Football Club foi fundado em 1884 e conquistou seis títulos em toda sua história: uma Supercopa da Escocia em 1940, duas Copa de Glasgow em 1929 e em 1939, a Copa da Escócia de 2013-14, a Copa da Liga Escocesa e a Copa da Escócia da temporada 2020/21.